# リコイルスターター

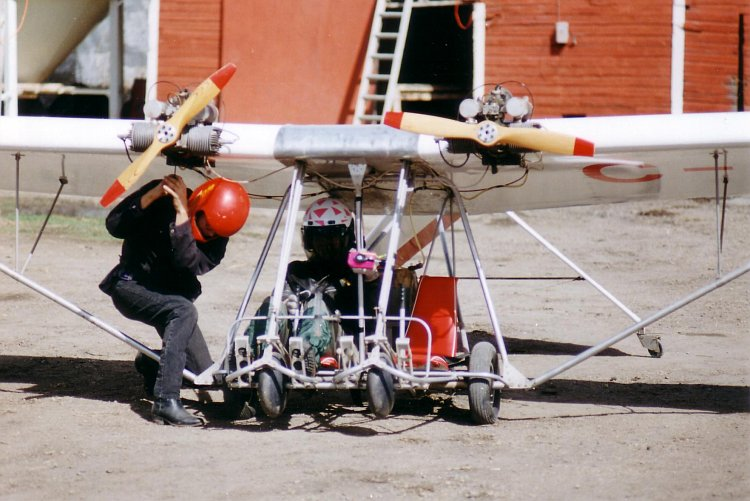
超軽量飛行機Lazair IIのリコイルスターターでの始動

リコイルスターター(英: Recoil starter)とは、プーリーに巻き付けられたロープなどを運転者が手で引いてクランクシャフトに回転を与え、内燃機関を始動するための装置である。マニュアルスターター(英: manual starter)あるいはプルスターター(英: pull starter)とも呼ばれる。

## 概要
最も簡易なリコイルスターターはクランクシャフトやフライホイールに直接取り付けられたプーリーにロープを巻いたもので、ロープを強く引くことでクランクシャフトに勢いを与え、エンジンが始動するきっかけを作る。エンジン始動後にロープがクランクシャフトと共に回転しないよう、ロープはプーリーに固定されずに引き抜ける。したがって始動操作のたびにロープを巻き直す必要がある。競艇用のボートのエンジンには今日でも利用されている方式である。
これに対して、一般向けに普及している機械ではプーリーとクランクシャフトをワンウェイクラッチを介して接続した構造が用いられる場合が多い。ワンウェイクラッチによって、プーリーからクランクシャフトへのエンジンを始動させる方向へのトルクは伝達するが、逆方向への回転は伝達されないためエンジン始動後にロープがクランクシャフトの回転に巻き込まれない構造となっている。同時に、ばねなどによってロープを自動的に巻き戻す機構が組み込まれていて、繰り返して始動を試みることが容易になっている。